# Заманський Борис Наумович
Бори́с Нау́мович Зама́нський (2 листопада 1918 — 17 жовтня 2012) — радянський військовик, в роки Другої світової війни — старший лінійний наглядач 183-го окремого батальйону зв'язку 4-го гвардійського стрілецького корпусу 8-ї гвардійської армії, єфрейтор. Повний кавалер ордена Слави.

## Життєпис
Народився в Херсоні, в родині службовця. Єврей. З 1927 року разом з родиною мешкав у Харкові, з 1934 — у Києві. У 1937 році закінчив 10 класів школи і вступив до Київського політехнічного інституту, де закінчив 3 курси.
До лав РСЧА призваний 1941 року Жовтневим РВК м. Києва. У діючій армії — з червня 1943 року.
1 серпня 1944 року відразу після наведення лінії зв'язку через річку Вісла в районі Руда-Тарновська (Польща), артилерійським вогнем ворога вона була пошкоджена. Рядовий Б. Н. Заманський кинувся у воду і під вогнем супротивника усунув пошкодження. Будучи пораненим у воді, не припинив виконання бойового завдання аж до його завершення. Від ушпиталення відмовився і залишився в строю.
2 лютого 1945 року при наведенні лінії зв'язку від КП 4-го гвардійського стрілецького корпусу до КП 57-ї гвардійської стрілецької дивізії у районі позначки 65.2 під щільним вогнем у вказаний термін навів лінію і домігся її стабільного функціонування. 15—16 лютого, прокладаючи запасну лінію через річку Одер, попри постійний ворожий вогонь протягом 2-х годин працював по пояс у воді, успішно виконавши поставлене бойове завдання.
У період з 16 по 30 квітня 1945 року у боях за Берлін (Німеччина) під вогнем супротивника кілька десятків разів усував пошкодження лінії зв'язку, чим сприяв безперервному керівництву бойовими діями командуванням корпусу.
Демобілізований у жовтні 1945 року. Повернувся до навчання й у 1948 році закінчив Київський політехнічний інститут. Працював інженером-технологом на Горлівському азотно-туковому заводі в Донецькій області.
У вересні 1999 року разом з сім'єю переїхав на постійне місце проживання до Ізраїля. Мешкав у місті Рішон-ле-Ціон, де й помер. Похований на кладовищі «Гордон».

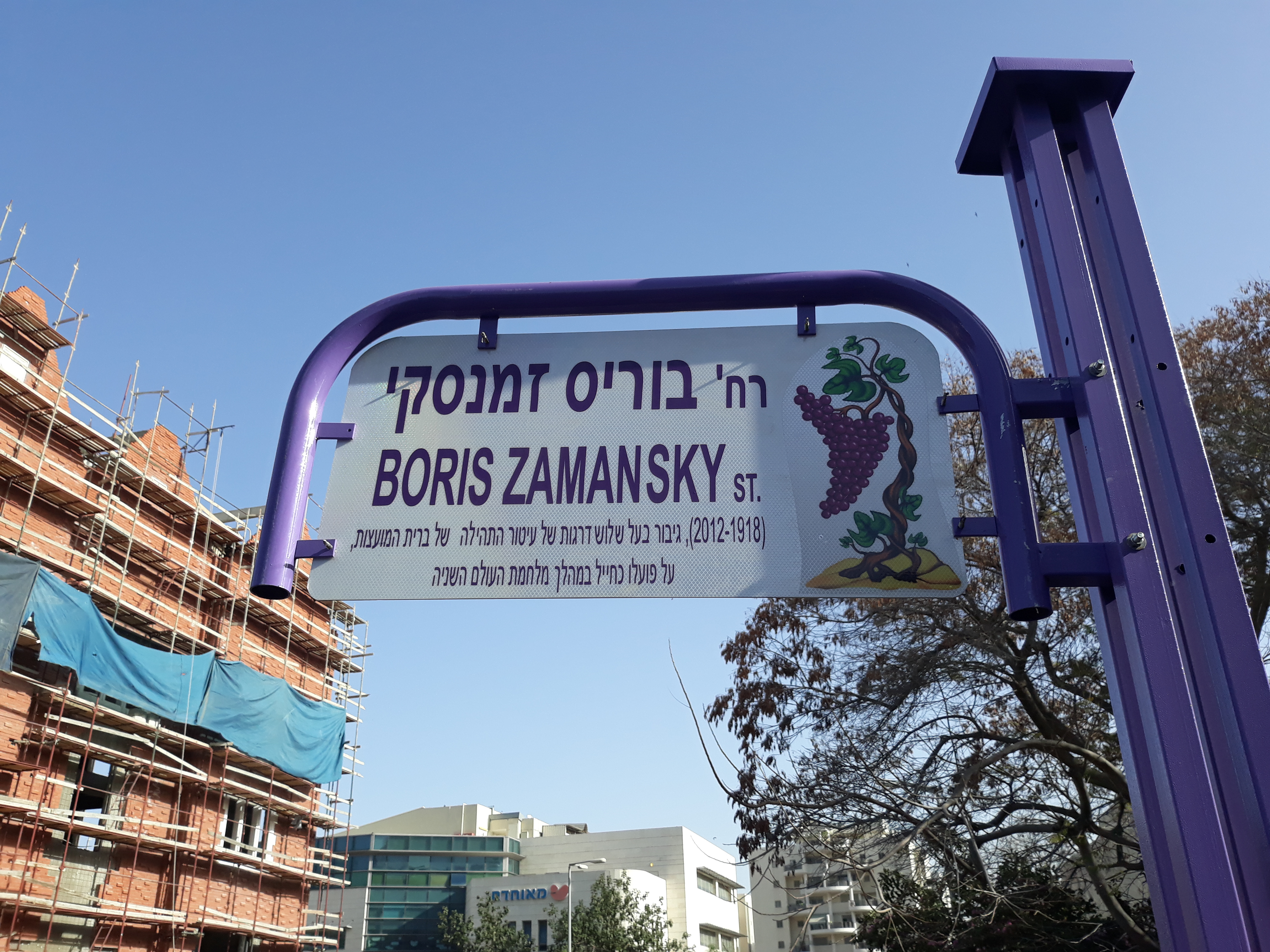
Вказівник на вулиці Бориса Заманського у Рішон-ле-Ціоні.

## Нагороди
Нагороджений орденами Вітчизняної війни 1-го ступеня (11.03.1985), Слави 1-го (15.05.1946), 2-го (29.03.1945) та 3-го (11.08.1944) ступенів і медалями.

## Вшанування пам'яті
Ім'ям Бориса Заманського названо одну з вулиць у місті Рішон-ле-Ціон (Ізраїль).